# 本光寺 (富士宮市)
本光寺（ほんこうじ）は、静岡県富士宮市黒田にある日蓮宗の寺院。山号は鵞目山。旧本山は身延山久遠寺、鏡師法縁。

## 歴史
境内には公孫樹があり、以下の逸話が残る。日蓮の動向を示す『富木殿御書』に「十四日くるまがへし（車返、現・沼津市）十五日ををみや（大宮、現・富士宮市）十六日なんぶ（山梨県南巨摩郡南部町）」とあり、文永11年（1274年）に現在の本光寺が位置する大宮周辺を通過している。
身延山へ向かう公孫樹の下で休んでいた日蓮一行の所へ、遠藤左衛門（後の本光院日静の父）が柏餅と酒を勧め鵞目を布施した。遠藤左衛門の妻が乳の出が悪く乳児を抱えて困っていると聞いた日蓮が祈祷した所、忽ち乳が出るようになった。喜んだ夫妻は自宅に泊めてもてなした。この場所が現在の本光寺であると言う。そのため当寺院には現在も、イチョウ樹の乳信仰が残る。

## 境内
境内の公孫樹は昭和30年（1955年）4月に県の天然記念物に指定されたが、現在の代の公孫樹は指定から外れている。また境内には中野梅市建立の句碑が残り、こちらは昭和60年（1985年）3月に市指定史跡となっている。